# Máriapócs
Máriapócs är en mindre stad med 2 025 invånare (2020) i Ungern, som ligger nära regionhuvudstaden Nyíregyháza. Staden är känd för den gråtande Maria-ikonen som gör den till en vallfärdsort för pilgrimer. Staden hette förr bara Pócs.

## Kyrkan

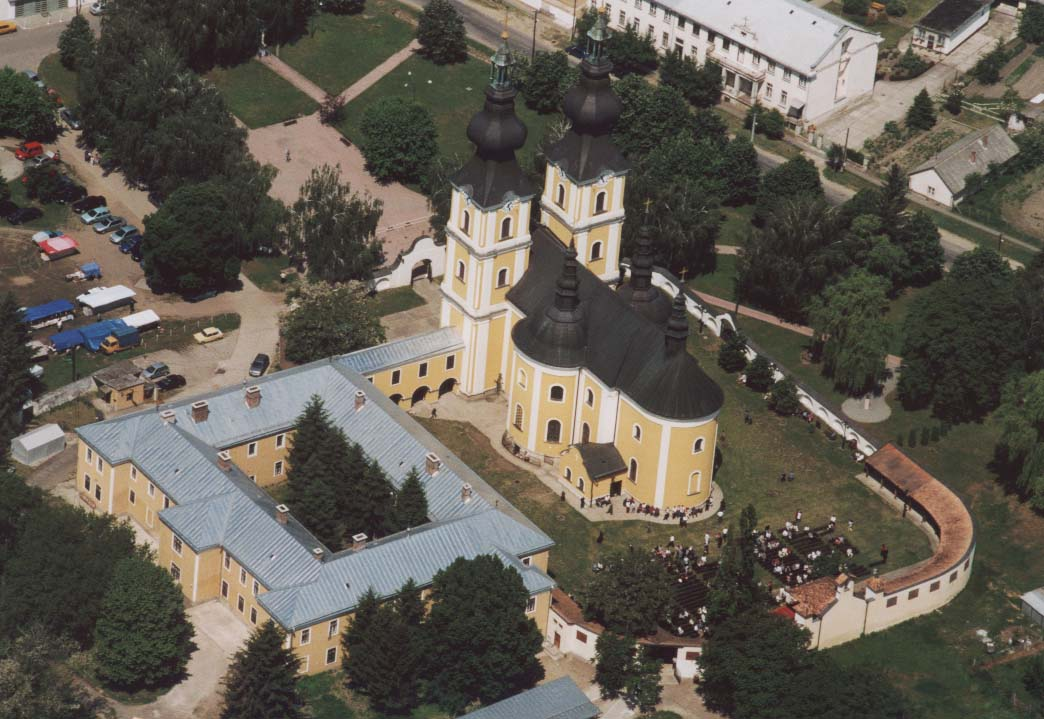

I den ungerskt grekisk-katolska kyrkan från 1756 står den gråtande Maria-ikonen. Första gången Mariaikonen grät var 1696, vilket ansågs som ett stort under. 1697 fördes ikonen till Stefansdomen i Wien, där den står än idag. Kyrkan i staden fick nöja sig med en kopia men även den har gråtit flera gånger.